# Segundo Ruiz Belvís

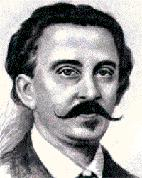
Segundo Ruiz Belvís

Segundo Ruiz Belvís (Hormigueros, Puerto Rico, 13 de mayo de 1829 – Valparaíso, Chile, 3 de noviembre de 1867) fue un político puertorriqueño.
Tuvo una gran importancia en el movimiento nacionalista y abolicionista puertorriqueño en el siglo XIX. Fue el primer líder puertorriqueño en viajar a Panamá, Perú y Chile trascendiendo la metrópoli y el Caribe.

## Inicios
Segundo Ruiz Belvís nació el 13 de mayo de 1829 en la Hacienda Luisa Josefa en Hormigueros y murió en 1867 en Valparaíso, Chile. Belvís vivió en Puerto Rico mientras realizó sus estudios primarios, y luego se mudó a Venezuela para entrar a la universidad donde hizo su bachillerato en Filosofía. Luego se fue a España a estudiar Derecho en la Universidad Central de Madrid.

## Trayectoria política
En 1858 sirvió como juez de paz y Síndico de la ciudad de Mayagüez, posición de la cual fue destituido al negarse a que el general Félix M. Marquesina dispusiera ilegalmente de fondos municipales.
Ruiz abogó por la libertad de los esclavos y por la independencia de Puerto Rico respecto de España. Desde sus años de estudiante en Madrid su fogosidad y pasión repudiaron los términos medios, y fue el primero entre sus compañeros en declarar su independentismo, lo que le distanció en un momento del Hostos aún atado al reformismo.

## Últimos días
Como parte importante en la planificación del Grito de Lares, Ruiz Belvís se traslada a Chile en busca de apoyo prometido para la causa, país que recién había mantenido un enfrentamiento con España. Murió en Valparaíso en 1867 a la edad de 38 años, meses antes del levantamiento armado.